# Kowalówek
Kowalówek – część wsi Śliwniki w Polsce, położona w województwie wielkopolskim, w powiecie ostrowskim, w gminie Nowe Skalmierzyce, w Kaliskiem, ok. 3 km od Kalisza. 

## Historia
W 1699 roku Kowalówek wraz z Bilczewem, Kowalewem, Psarami i Śliwnikami stanowił jedną majętność szlachecką. 